# Promitobates bellus
Promitobates bellus is een hooiwagen uit de familie Gonyleptidae.